# Dingden

Lage von Dingden in Hamminkeln

Dingden ist ein Ortsteil der Stadt Hamminkeln. Neben dem Dorf Dingden gehören zum Ort auch die Bauerschaften Berg, Nordbrock, Lankern sowie die Dorfbauerschaft.

## Geschichte
1161 wurde der Ritter Gerlach, ein Mitglied des Geschlechtes der Edlen von Dingden, in einer Urkunde erwähnt. Mehrere Nachfahren nennen sich Sueder. Sueder I. nahm im Jahre 1217 am Kreuzzug von Damiette teil. In Ägypten verschenkte er seinen Haupthof in Lankern an den Deutschen Ritterorden. Die Dingdener wurden Ministeriale des Fürstbischofs von Münster, Hofbeamte der bischöflichen Verwaltung. Wichtige Urkunden des Bischofs, der inzwischen zu einem starken weltlichen Herrscher geworden war, trugen die Unterschrift eines Dingdener Herren. Zwischen dem Fürstbischof von Münster und dem Herzog von Kleve gab es lange Zeit große Spannungen. Die Dingdener gerieten in diesen Konflikt und verloren zunehmend an Einfluss und Besitz.
Drei Gerichtsplätze der Dingdener Gerichtsherren sind bekannt, und zwar in Dingden, Brünen und Bocholt. An der Stelle, wo sich heute die Einkaufspassage „Neutor-Platz“ in Bocholt befindet, saßen die Dingdener zu Gericht. In alten Karten wird diese Stelle noch als „bei den Dingbänken“ bezeichnet. Wo sich in Dingden damals der Gerichtsplatz befunden hat, ist nicht genau bekannt, doch gibt es Anhaltspunkte dafür, dass man in der Nähe der Kirche tagte. Neben der Kirche verläuft die Thingstraße, also die Straße am Thing.

### Bedeutung des Namens
Für den Ortsnamen existierten im Laufe der Jahrhunderte verschiedene Schreibweisen: Dingede, Dingethe, Dinkethe oder auch Thingethe. In allen Formen ist aber der Begriff Ding oder Thing enthalten. Damit wurden in germanischer Zeit die Volksversammlung der freien und wehrhaften Männer sowie die Gerichtsstätten bezeichnet.

### Siedlungsgeschichte

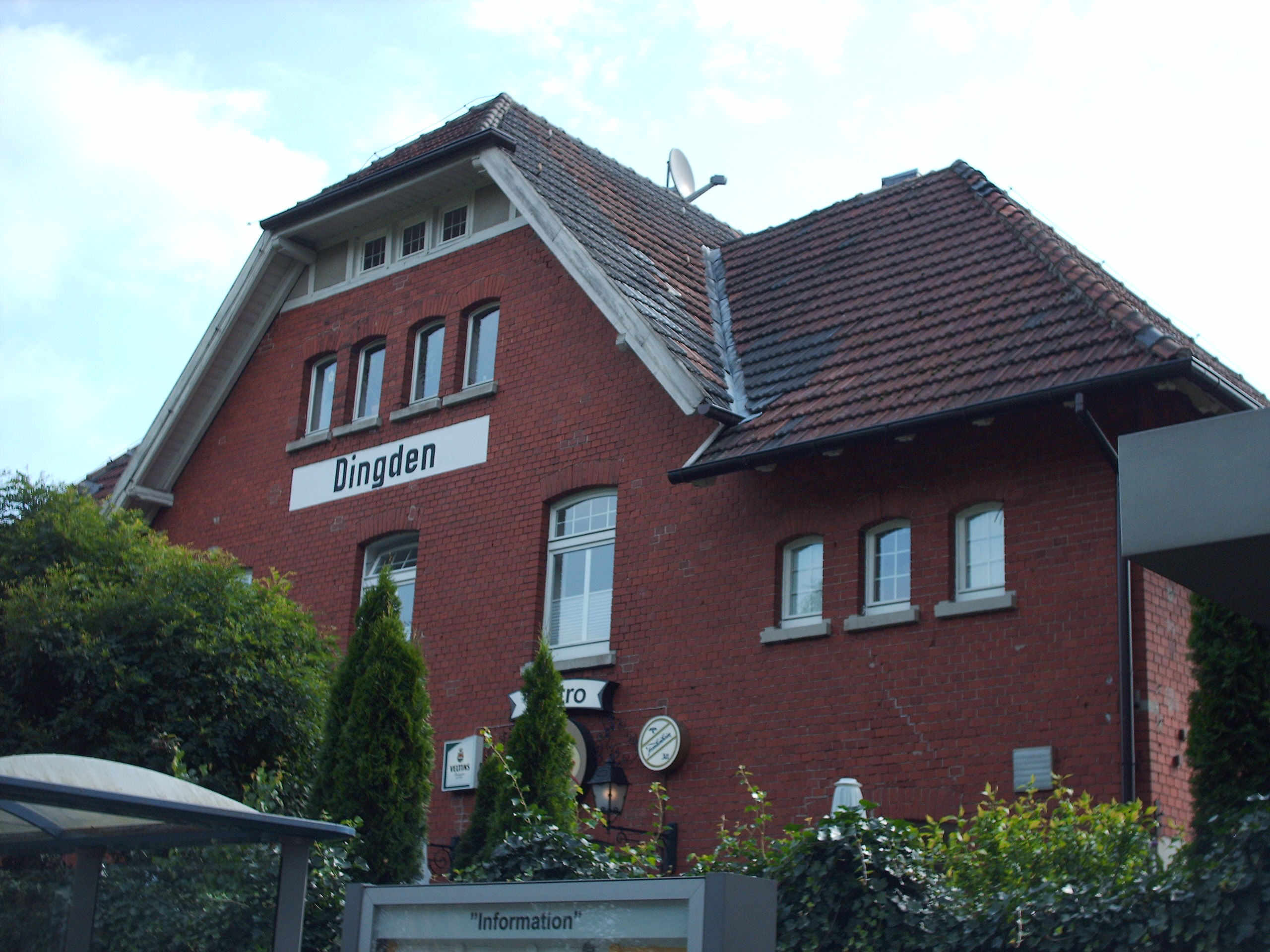
Bahnhof Hamminkeln-Dingden

Die Dingdener Bauerschaft Lankern ist wohl das älteste Siedlungsgebiet von Dingden. Unter dem Grundbesitz des Klosters Werden an der Ruhr wurde im 10. Jahrhundert ein Besitz in Longhere (Lankern) erwähnt. Im Jahr 1330 wurde Dingden, villa Dingede, zum ersten Mal als Dorf urkundlich erwähnt. Neben dem Dorf bildete sich die Dorfbauerschaft. Weitere Bauerschaften entstanden in Berg sowie in Nordbrock. Um die Zugehörigkeit von Nordbrock stritten sich bis ins 19. Jahrhundert die Gemeinden Dingden und Brünen. Im 19. Jahrhundert siedelten sich Gewerbe und Industrie an, so änderte der Ort seine bis dahin rein landwirtschaftlich geprägte Struktur. Dazu beigetragen hat im Jahr 1876 die Eröffnung der Bahnstrecke Wesel–Bocholt – Bocholter Bahn – von Wesel über Bocholt nach Winterswijk mit den Bahnstationen Dingden und Lankern. Letztere wurde nach dem Zweiten Weltkrieg aufgegeben.

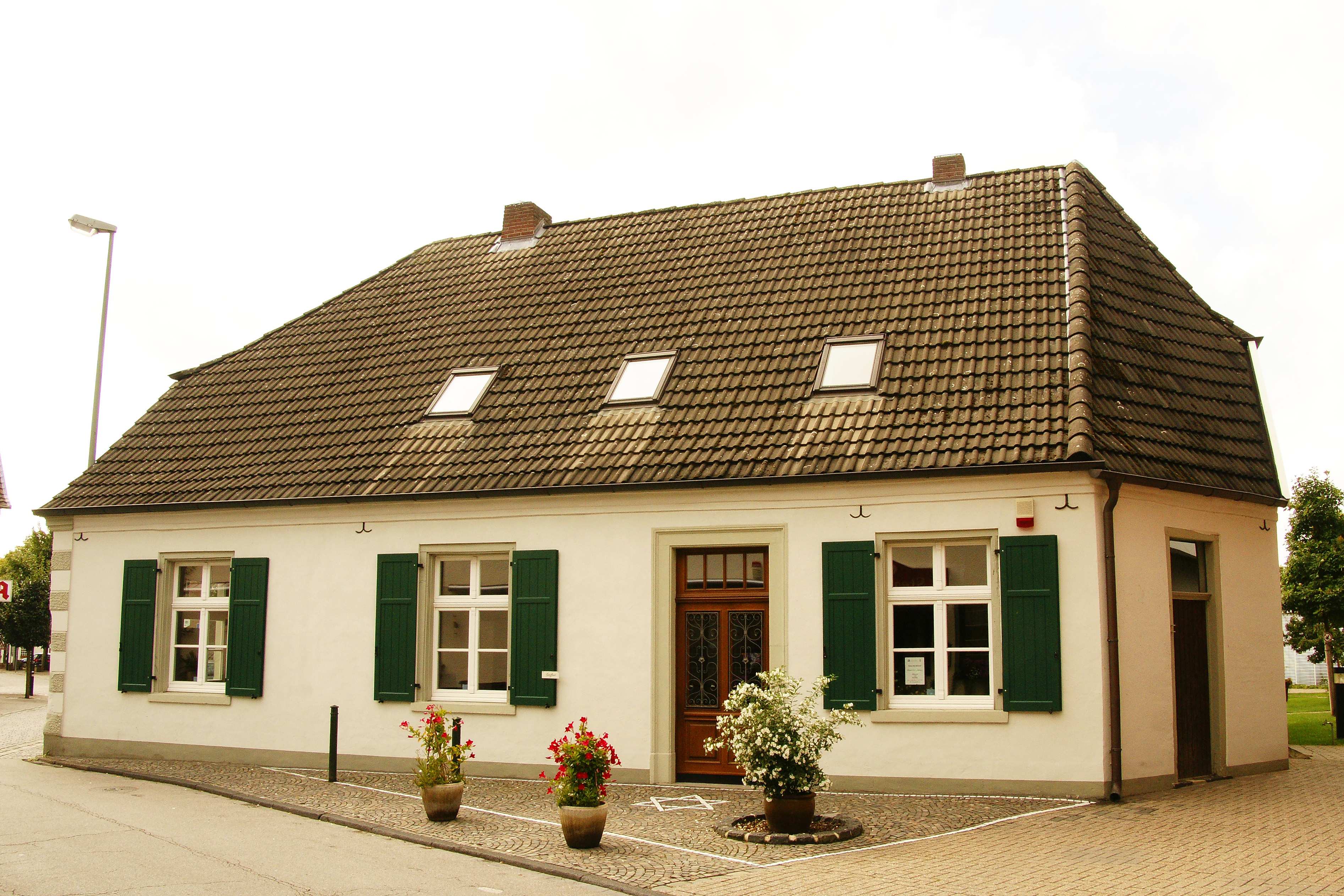
Das Humberghaus, Ortsmitte

### Einwohnerentwicklung
Bis zum Anfang des 20. Jahrhunderts verzeichnete Dingden als landwirtschaftlich geprägte Gemeinde nur einen langsamen Bevölkerungsanstieg von etwa 150 % zwischen 1749 und 1905. In der Zeit bis zum Ende des Zweiten Weltkriegs 1945, also innerhalb von 40 Jahren, konnte Dingden bereits ein ähnlich großes Bevölkerungswachstum wie zuvor innerhalb von knapp über 150 Jahren verzeichnen. Nachdem die Bevölkerung nach 1945 innerhalb von fünf Jahren einen primär durch den Zuzug Heimatvertriebener bedingten großen Zuwachs von etwa 800 Einwohnern erfuhr, hat sich die Bevölkerung Dingdens seit 1945 inzwischen etwa verdoppelt.
| Jahr | Einwohner |
| ---- | --------- |
| 1750 | 1479      |
| 1806 | 1783      |
| 1818 | 1869      |
| 1843 | 2151      |
| 1858 | 2071      |
| 1871 | 2010      |
| 1885 | 2054      |
| 1895 | 2107      |
| 1901 | 2148      |
| 1905 | 2272      |

| Jahr | Einwohner |
| ---- | --------- |
| 1925 | 2794      |
| 1930 | 2937      |
| 1935 | 3139      |
| 1940 | 3250      |
| 1945 | 3457      |
| 1950 | 4265      |
| 1955 | 4428      |
| 1960 | 4746      |
| 1965 | 4958      |
| 1970 | 5317      |

| Jahr | Einwohner |
| ---- | --------- |
| 1980 | 6013      |
| 1985 | 5853      |
| 1990 | 6139      |
| 1995 | 6677      |
| 2000 | 6815      |
| 2005 | 6760      |
| 2010 | 6865      |
| 2015 | 7032      |
| 2020 | 7090      |

## Politik

### Verwaltungszugehörigkeit
Das Kirchspiel Dingden war ursprünglich Teil des Amtes Bocholt im Hochstift Münster. Nach der Auflösung des Hochstifts Münster im Jahr 1802 wurde das Amt Bocholt dem Fürstentum Salm zugeschlagen. Im Zuge der Annexion des Fürstentums Salm durch Frankreich wurden 1811 neue Verwaltungsstrukturen geschaffen. Das Kirchspiel Dingden gehörte nun zur Mairie Dingden im Kanton Bocholt, dieser wiederum zum Arrondissement Rees im Département Lippe. Nach den preußischen Verwaltungsreformen der Jahre 1815/16 gehörte das Kirchspiel Dingden zur Bürgermeisterei Dingden im Kreis Borken, der als Teil des Regierungsbezirks Münster zur preußischen Provinz Westfalen gehörte. Im Jahr 1845 wurde in Dingden die westfälische Landgemeindeordnung von 1841 eingeführt. Somit wurde das Kirchspiel Dingden in eine Gemeinde und die Bürgermeisterei Dingden in ein Amt umgewandelt. Nachdem das Amt Dingden zwischen 1851 und 1856 durch Einführung der preußischen Gemeindeordnung von 1850 temporär aufgelöst war, blieb diese Verwaltungsstruktur knapp 80 Jahre bestehen. Da im November 1934 sämtliche preußischen Einzelgemeindeämter aufgelöst wurden, wurde das Amt Dingden, dem nur die Gemeinde Dingden angehörte, endgültig aufgelöst. Die Gemeinde Dingden bildete damit eine amtsfreie Gemeinde im Kreis Borken.
Im Rahmen der kommunalen Neuordnung (§ 5 des Niederrhein-Gesetzes) wurde die Gemeinde Dingden zum 1. Januar 1975 aufgelöst. Dingden bildet seitdem mit Brünen, Hamminkeln, Loikum, Mehrhoog, Ringenberg und Wertherbruch die Gemeinde Hamminkeln (seit 1995 Stadt) und wechselte damit aus dem westfälischen Kreis Borken in den niederrheinischen Kreis Wesel. Ein etwa 1,68 km² großer Teil von Lankern, in dem sich die zum 2003 stillgelegte Mülldeponie befand, kam zur Stadt Bocholt.

### Verwaltung
Das höchste Amt der lokalen Verwaltung in Dingden war 1811–1813 der Maire, 1813–1845 der Bürgermeister, 1845–1851 der Amtmann, 1851–1856 der Gemeindevorsteher, 1856–1927 erneut der Amtmann und schließlich von 1927 bis zur Auflösung der Gemeinde der Bürgermeister. Zusätzlich stand an der Spitze der Kommunalverwaltung von 1946 bis 1974 der Gemeindedirektor. In den Jahren 1833–1851, 1858–1862, 1867–1883, 1913–1945, und damit mehr als die Hälfte des Zeitraumes, in dem Dingden eine eigene kommunale Verwaltungseinheit bildete, wurde Dingden in Personalunion mit Rhede verwaltet und hatte keinen eigenen Amtmann oder Bürgermeister.
Ein eigenes Amtshaus hatte Dingden seit 1851. Das von der Gemeinde zu diesem Zweck erbaute Amtshaus lag am Kirchplatz (heute Marienvreder Straße 1) und war bis 1928 in Gebrauch. In diesem Jahr zog die Gemeindeverwaltung in die ehemalige Schule an der Kirche ein, nachdem 1926 das neue Schulgebäude an der Weberstraße (heute Grundschule) bezogen worden war. Aus dem Rathaus auf dem Kirchplatz (heute Am Kirchplatz 5) zog die Gemeindeverwaltung 1956 in das neu erbaute Rathaus an der Marienvreder Straße (heute Marienvreder Straße 10) und befand sich dort bis zur Auflösung der Gemeinde 1974.

#### Bürgermeister und Amtmänner
- Franz Hoffmann (1768–1833), gebürtig aus Dingden, Maire (bis 1813) bzw. Bürgermeister (ab 1813) von Dingden von 1811 bis 1833
- August Held (1802–1862), gebürtig aus Frankfurt am Main, Bürgermeister (bis 1845) bzw. Amtmann (ab 1845) von Rhede, Bürgermeister bzw. Amtmann in Personalunion mit Dingden von 1833 bis 1851
- Alexander Conrads (1827–1897), gebürtig aus Borken, Gemeindevorsteher von Dingden von 1851 bis 1856
- August Held (1802–1862), Amtmann von Rhede, Amtmann in Personalunion mit Dingden von 1856 bis 1862
- Hubert Theben (1836–1882), gebürtig aus Borken, Amtmann von Dingden von 1862 bis 1867
- Albert Effing (1836–1887), gebürtig aus Ahaus, seit 1862 Amtmann von Rhede, Amtmann in Personalunion mit Dingden von 1867 bis 1881
- Heinrich Grote (1836–1887), gebürtig aus Arnsberg, Amtmann von Rhede, Amtmann in Personalunion mit Dingden von 1881 bis 1883
- Clemens Lehmeyer (1844–1913), gebürtig aus Werne, Amtmann von Dingden von 1883 bis 1913
- Josef Vrede (* 1873; † unbekannt), gebürtig aus Bochum seit 1901 Amtmann von Rhede, von 1913 bis 1919 Amtmann in Personalunion mit Dingden
- Otto Schöttler (1881–1944), gebürtig aus Rheinbach, Amtmann von Rhede, von 1919 bis 1921 Amtmann in Personalunion mit Dingden
- Joseph Dörner (1889–1973), gebürtig aus Wissen, Amtmann (bis 1927) bzw. Bürgermeister (ab 1927) von Rhede, Amtmann bzw. Bürgermeister in Personalunion mit Dingden von 1921 bis 1945
- Bernhard Freesmann (1898–1987), gebürtig aus Freckenhorst, Bürgermeister von Dingden im Jahr 1945
- Heinrich Schlütter (1899–1976), gebürtig aus Dingden, erste Amtszeit als Bürgermeister von Dingden von 1945 bis 1948
- Johann Klein-Hitpaß (1895–1965), gebürtig aus Dingden, Bürgermeister von Dingden von 1948 bis 1956
- Heinrich Schlütter (1899–1976), zweite Amtszeit als Bürgermeister von Dingden von 1956 bis 1969
- Bernhard Hoffmann (1912–1979), gebürtig aus Dingden, Bürgermeister von Dingden von 1969 bis 1974, danach Bürgermeister der Gemeinde Hamminkeln bis 1979

#### Gemeindedirektoren
- Bernhard Rövekamp (1900–1982), Gemeindedirektor von Dingden von 1946 bis 1965
- Ernst Paus (1927–2009), gebürtig aus Bocholt, Gemeindedirektor von Dingden von 1965 bis 1974[14]

### Wappen
Das Dingender Wappen, das in den 1930er Jahren entworfen wurde, soll an die Zeit des früheren Gerichtsplatzes erinnern. Zu beiden Seiten einer Linde auf einem Dreiberg, unter der früher Gericht gehalten wurde (→ Gerichtsbaum), steht je ein rotes Richtschwert, was verdeutlichen soll, dass auch die Todesstrafe verhängt werden konnte. Es gibt mehrere Flurbezeichnungen, die darauf hinweisen, dass in Dingden tatsächlich hingerichtet wurde, z. B. das Galgenschlatt am Küning, das Galgenschlatt in der Heide oder der Galgenbaum am Ißhorst. In Dingden wurde noch bis zum Jahre 1803 Gericht gehalten.

## Sport
Das Volleyball-Frauenteam des SV Blau-Weiß Dingden spielt mit der Saison 2021/2022 seine 7. Saison in der 2. Bundesliga Nord. Die weiblichen Volleyball-Jugendmannschaften haben bis 2018 insgesamt 43-mal an deutschen Meisterschaften teilgenommen. Die 2. Volleyball-Mannschaft der Frauen schaffte 2018 erstmals den Sprung in die 5. höchste deutsche Spielklasse, die Oberliga.

## Kirche
Der spätromanische Kirchturm der katholischen St.-Pankratius-Kirche stammt aus dem 12. Jahrhundert. Das Mittelschiff wurde nach dem Zweiten Weltkrieg erneuert, da das vorherige durch Kriegseinwirkung zerstört wurde. Die Einwohner von Dingden gehörten ursprünglich zur Pfarre Bocholt. Die Abtrennung von der Mutterkirche und die Errichtung einer selbständigen Pfarrei in Dingden scheint im 12. oder vielleicht schon 11. Jahrhundert geschehen zu sein. Dingden bestand als eigene Pfarre bereits vor 1230 und wurde 1316 zuerst in Urkunden als solche bezeichnet. Auch während der Reformation blieb die Gemeinde Dingden ebenso wie Loikum dem katholischen Glauben treu. Bis zum Jahr 1923 gehörten die wenigen evangelischen Christen in Dingden der Kirchengemeinde Bocholt an, danach lag die Zuständigkeit bei der evangelischen Gemeinde Ringenberg. Nach dem Zweiten Weltkrieg stieg die Zahl der evangelischen Bürger durch die Aufnahme von Heimatvertriebenen immer mehr an. Dies führte dazu, dass im Jahr 1964 eine evangelische Kirche gebaut wurde.

## Persönlichkeiten

### Töchter und Söhne
- Jacobus Gerardus Schepers (1798–1863), Titularbischof von Milopotamus
- Joseph Anton Kruse (* 1944), Literaturwissenschaftler, Direktor des Heinrich-Heine-Instituts
- Ulrich Rölfing (* 1958), Maler und Bildhauer
- Maria Klein-Schmeink (* 1958), Politikerin
- Ralf Miggelbrink (* 1959), Theologe
- Wolfgang Buschfort (* 1961), Journalist und Sachbuchautor
- Gabriele Abels (* 1964), Politikwissenschaftlerin
- Claudia Wissmann (* 1964), Lichtkünstlerin
- Thomas Großbölting (1969–2025), Historiker und Hochschullehrer

### Weitere
- Konstantin zu Salm-Salm (1762–1828), deutscher Fürst, nach ihm ist der Konstantinforst in Dingden benannt
- Wilhelm Wissing (1916–1996), Gründer der Deutschen Landjugendakademie Klausenhof der KLJB
- Jochen Schmauch (1924–1984), Leiter der Deutschen Landjugendakademie Klausenhof der KLJB von 1961 bis 1969
- Wendelin Haverkamp (* 1947), deutscher Kabarettist, Pate des Naturschutzgebiets Dingdener Heide
- Michael Maerker (1955–2005), deutscher Bildhauer, tätig an der Akademie Klausenhof in Dingden